# Analyse d'un meurtre
Pour plus de détails, voir Fiche technique et Distribution.
Analyse d'un meurtre (The Forget-Me-Not Murders) est un téléfilm américano-canadien réalisé par Robert Iscove, diffusé le 29 mars 1994 sur CBS.

## Synopsis
Alors que le policier Frank Janek passe ses vacances au Canada avec la séduisante psychiatre Monique, il est appelé par son supérieur hiérarchique qui lui annonce que sa filleule Jess a été assassinée par un tueur en série recherché par le FBI. Janek revient en urgence à New York pour reprendre en main l'affaire mais il est rapidement évincé de l'enquête qui le touche de trop près. Durant son enquête, Janek va découvrir une face qu'il ne connaissait pas de Jesse en la personne de sa thérapeute, le docteur Archer...

## Fiche technique
- Titre original : The Forget-Me-Not Murders
- Titre original alternatif : Janek: The Forget-Me-Not Murders
- Titre français : Analyse d'un meurtre
- Réalisation : Robert Iscove
- Scénario : Gerald di Pego, d'après l'œuvre de William Bayer
- Photographie : Tony Imi
- Montage : Geoffrey Rowland A.C.E.
- Création des décors : Dave Davis
- Musique : Ken Harrison
- Producteurs : Marilyn Stonehouse et Robert Iscove
- Producteur exécutif : Robert Berger
- Distribution : Tara Jayne Rubin et Ross Clydesdale
- Création des costumes : Lynne MacKay
- Compagnies de production : Pendick Enterprises - Spelling Television
- Compagnie de distribution : Worldvision Enterprises Inc.
- Pays :  États-Unis /  Canada
- Durée : 90 min
- Langue : Anglais Stéréo
- Image : Couleurs
- Ratio écran : 1.33:1 plein écran 4:3
- Négatif : 35 mm

## Distribution
- Richard Crenna : Détective Frank Janek
- Tyne Daly : Docteur Beverly Archer
- Cliff Gorman : Sergent Aaron Greenberg
- Philip Bosco : Wycoff
- Diane D'Aquila : Alexis
- John Vernon : Boyce
- Helen Shaver : Monique Dessier
- Angel David : Leo Titus
- Michael Genet : Agent Tapper
- Neve Campbell : Jess Foy
- Marcia Bennett : Laura Foy
- Amber Lee Weston : Fran
- Yannick Bisson : Greg Gale
- Dean McDermott : Agent Alex
- Heidi Hatashita : Agent Kay
- Shelley Cook : Diane Proctor
- Barry Blake : Emcee
- Johnny Chase : Sergent de police

## Série des Frank Janek
- Janek (série de téléfilms)
- 1985 : Méprise  (Doubletake)
- 1988 : Police des polices (Janek: Internal Affairs)
- 1990 : Meurtre en noir et blanc (Janek: Murder in Black and White)
- 1990 : Meurtre x 7 (Janek: Murder Times Seven)
- 1992 : Meurtres sur la voie 9 (Janek: Terror on Track 9)
- 1994 : Coulisses d'un meurtre (Janek: The Silent Betrayal)